# Трошилло, Луис
Луис Трошилло (порт.-браз. Luis Trochillo; 7 марта 1930, Сан-Паулу — 17 января 1998, там же), более известный под именем Луизиньо (порт.-браз. Luizinho) — бразильский футболист, атакующий полузащитник.

## Карьера
Луис Трошилло родился в семье потомка испанских мигрантов Габриэля Луиса Трошилло, чьи предки работали на железной дороге, и его супруги, Маргариты Бастаррисы. Отец продавал рыбу на местном рынке, обеспечивая семью, жившую на улице Руа Кашоэйры. У четы Трошилло было 4 ребёнка: Модесто, Тереза, Луис и Рафаэл. В возрасте 12 лет Луизиньо начал играть в любительской команде «Кашоэйра», созданной из местных мальчишек его отцом. В 1943 году Пьетбором Данте, скаут клуба «Коринтианс», давно наблюдавший за игроком, пригласил Луизиньо в клуб.
В 1948 году он попал в основной состав команды; его дебютной игрой стал матч против клуба «Португеза Сантиста», в которой «Коринтианс» победил 9:1. 28 ноября он сыграл первую официальную игру за клуб против команды «Эпакаре», в которой Луизиньо отметился забитым мячом. В августе 1949 года он сыграл первый матч в чемпионате с «Сан-Паулу», где также забил гол. Но твёрдым игроком основы он стал только два года спустя. И в этот же год клуб выиграл свой первый титул чемпиона турнира Рио-Сан-Паулу. На следующий сезон «Коринтианс» завоевал первый за 10 лет титул чемпиона штата, в последней игре победив «Палмейрас» со счётом 3:1 (один из голов забил Луизиньо). В 1952 году клуб провёл турне по Европе, сыграв 15 матчей, в которых не проиграл ни разу. В том же турне Луизиньо «заработал» своё прозвище «Мальчик-с-пальчик»: так его прозвали в Швеции во время матча с «Гётеборгом» (9:3, победа «Коринтианса»), в котором невысокий, 164 см полузащитник, благодаря дриблингу, раз за разом уходил от высоких шведских защитников. В 1953 году клуб выиграл Малый Кубок мира, в котором команды и Европы соревновались с латиноамериканскими командами, а Луизиньо стал лучшим бомбардиром турнира, забив 5 голов в 6 встречах. Тогда же к президенту «Коринтианса» обратился испанский клуб «Атлетико Мадрид» с предложением о трансфере полузащитника за 1 млн долларов, но тот ответил отказом: «Если я продам его, то фанаты убьют меня и разрушат Парк Сан-Жорже».
В 1955 году Трошилло стал участником неприятного эпизода; в матче с «Сан-Паулу» он был удалён с поля арбитром Антонио Музитано, когда футболист уходил с поля к нему к кромке газона подбежал журналист Силвио Луис с TV Record, ведущий репортаж в прямом эфире, полузащитник этого не заметил и крикнул кому-то их игроков своей команды: «Это всё по вине этого Сына шлюхи» (порт.-браз. Foi tudo culpa daquele gaveteiro Filho da Puta). Это стало первым бранным словом, сказанным футболистом в эфире. В муниципалитете Сан-Паулу даже рассматривался законопроект, запрещающий журналистам подходить близко к газону поля. В 1957 году Луизиньо поругался на поле с игроком команды «Сан-Паулу», Джино Орландо. Позже он случайно столкнулся с ним, когда посещал травмированного сокомандника Алфредо Рамоса. У них вновь случилась стычка, закончившаяся тем, что Трошилло бросил кирпич в лоб Орландо. Позже футболисты помирились на шоу Мануэла де Нобреги.
В 1962 году Луизиньо был арендован клубом «Жувентус», но затем вернулся в «Коринтианс» и выступал там до 1967 года. Всего за клуб Луизиньо провёл 603 игры (358 побед, 130 ничьих и 115 поражений) и забил 175 голов, в некоторых источниках упоминается 606 игр или 589 игр. Также трижды он становился тренером клуба, возглавляв его в 32 играх (12 побед, 12 ничьих и 8 поражений). В 1994 году в честь футболиста был установлен бюст в Парк Сан-Жорже, став вторым игроком в истории, удостоившемся такой чести. В 1996 году, в возрасте 65 лет, он вышел на поле в товарищеской игре, заменив Эдмундо; таким образом «Коринтианс» почтил игрока, который стал самым возрастным футболистом, выходившим за клуб на поле.
Луизиньо написал одну из самых прекрасных страниц в истории «Коринтианса». «Мальчик-с-пальчик», как он был известен, посвятил большую часть своей жизни любви к черно-белой футболке. Сегодня многие люди вспоминают его игру, его фантастический дриблинг. Он был символом игрока, который представлял собой «Коринтианс» и служит примером для новых поколений.Алберто Дуалиб, президент «Коринтианса» на открытии бюста футболиста

## Международная карьера
В сборной Бразилии Луизиньо дебютировал 20 сентября 1955 года в матче Кубка О'Хиггинса с Чили, заменив Ипожукана. 5 февраля 1956 года на чемпионате Южной Америки с Аргентиной он забил первый гол за национальную команду, ставший победным. В 1958 году Луизиньо был кандидатом на поезду на чемпионат мира, но на сам турнир вместо него был вызван Муасир. После этого Луизиньо отказался выступать за сборную.

## Личная жизнь
Луизиньо был женат. Супруга, Руди де Маседо. У них было четверо детей: Луис Антонио, Карлос Алберто, Марко Антонио и Патрисия. Первоначально пара жила в районе Карран, а затем в 1957 году они переехали в особняк, построенный Луисом, в районе Татуапе. Там они и жили до конца своей жизни.

## Международная статистика
| Матчи Луизиньо за сборную Бразилии | Матчи Луизиньо за сборную Бразилии | Матчи Луизиньо за сборную Бразилии | Матчи Луизиньо за сборную Бразилии | Матчи Луизиньо за сборную Бразилии | Матчи Луизиньо за сборную Бразилии | Матчи Луизиньо за сборную Бразилии |
| ---------------------------------- | ---------------------------------- | ---------------------------------- | ---------------------------------- | ---------------------------------- | ---------------------------------- | ---------------------------------- |
| №                                  | Дата                               | Место проведения                   | Оппонент                           | Счёт                               | Голы                               | Турнир                             |
| 1                                  | 20 сентября 1955                   | Сан-Паулу                          | Чили                               | 2:1                                | -                                  | Кубок О'Хиггинса                   |
| 2                                  | 17 ноября 1955                     | Сан-Паулу                          | Парагвай                           | 3:3                                | -                                  | Кубок Освалдо Круза                |
| 3                                  | 29 января 1956                     | Монтевидео                         | Парагвай                           | 0:0                                | -                                  | Чемпионат Южной Америки            |
| 4                                  | 1 февраля 1956                     | Монтевидео                         | Перу                               | 2:1                                | -                                  | Чемпионат Южной Америки            |
| 5                                  | 5 февраля 1956                     | Монтевидео                         | Аргентина                          | 1:0                                | 1                                  | Чемпионат Южной Америки            |
| 6                                  | 10 февраля 1956                    | Монтевидео                         | Уругвай                            | 0:0                                | -                                  | Чемпионат Южной Америки            |
| 7                                  | 1 июля 1956                        | Рио-де-Жанейро                     | Италия                             | 2:0                                | -                                  | Товарищеский матч                  |
| 8                                  | 8 июля 1956                        | Авельянеда                         | Аргентина                          | 0:0                                | -                                  | Кубок Атлантики                    |
| 9                                  | 5 августа 1956                     | Рио-де-Жанейро                     | Чехословакия                       | 0:1                                | -                                  | Товарищеский матч                  |
| 10                                 | 8 августа 1956                     | Сан-Паулу                          | Чехословакия                       | 4:1                                | -                                  | Товарищеский матч                  |
| 11                                 | 7 июля 1957                        | Рио-де-Жанейро                     | Аргентина                          | 1:2                                | -                                  | Кубок Рока                         |
| 12                                 | 10 июля 1957                       | Сан-Паулу                          | Аргентина                          | 2:0                                | -                                  | Кубок Рока                         |

## Достижения
- Победитель турнира Рио-Сан-Паулу: 1950,1953,1954
- Чемпион штата Сан-Паулу: 1951, 1952, 1954
- Победитель турнира города Сан-Паулу: 1952
- Обладатель Малого Кубка мира: 1953
- Обладатель Кубка О'Хиггинса: 1955
- Обладатель Кубка Освалдо Круза: 1955
- Обладатель Кубка Рока: 1957